# Tulare (Dakota du Sud)
Pour les articles homonymes, voir Tulare.
Tulare est une municipalité américaine située dans le comté de Spink, dans l'État du Dakota du Sud.
Fondée en 1883, la localité doit probablement son nom au mot tulare, qui fait référence à un marais abondant en joncs.

## Démographie
| 1920 | 1930 | 1940 | 1950 | 1960 | 1970 |
| ---- | ---- | ---- | ---- | ---- | ---- |
| 324  | 305  | 244  | 212  | 225  | 211  |

| 1980 | 1990 | 2000 | 2010 | - | - |
| ---- | ---- | ---- | ---- | - | - |
| 238  | 244  | 221  | 207  | - | - |

Selon le recensement de 2010, Tulare compte 207 habitants. La municipalité s'étend sur 0,26 milles carrés (0,67 km2).